# جایزه بزرگ اروپا
جایزه بزرگ اروپا (Grand Prix of Europe) یکی از رویدادهای فرمول یک بود که در میانه دهه ۱۹۸۰ معرفی شد و از سال ۱۹۹۳ تا ۲۰۱۲ هر سال به جز ۱۹۹۸ برگزار شد. در این سالها جایزه بزرگ اروپا در کشوری برگزار می‌شد که در همان فصل در پیستی دیگر میزبان جایزه بزرگ کشور خود بود. در سال ۲۰۱۶ یک دوره جایزه بزرگ اروپا در پیست شهری باکو در جمهوری آذربایجان برگزار شد؛ ولی در فصل ۲۰۱۷ نام آن به جایزه بزرگ آذربایجان تغییر یافت.
در سالهای پیشتر، جایزه بزرگ اروپا به صورت جداگانه برگزار نمی‌شد؛ بلکه نامی افتخاری بود که به یکی از جایزه بزرگ‌های اروپایی داده می‌شد. نخستین مسابقه‌ای که به این عنوان نامیده شد، جایزه بزرگ ایتالیای ۱۹۲۳ بود که در مونزا برگزار شد و آخرین مسابقه با این نام افتخاری، جایزه بزرگ بریتانیای ۱۹۷۷ در پیست سیلورستون بود.

## عنوان افتخاری
جایزه بزرگ اروپا به شکل عنوانی افتخاری توسط ای‌آی‌ای‌سی‌آر که سلف فدراسیون بین‌المللی اتومبیل‌رانی بود، ایجاد شد. نخستین مسابقه‌ای که این عنوان را کسب کرد، جایزه بزرگ ایتالیای ۱۹۲۳ بود. در دو سال بعد به ترتیب جایزه بزرگ فرانسه و جایزه بزرگ بلژیک به این عنوان خوانده شدند. مسابقه بلژیک ۱۹۳۰ آخرین مسابقه‌ای بود که پیش از جنگ جهانی دوم، جایزه بزرگ اروپا نامیده شد.
پس از جنگ، این عنوان توسط فدراسیون بین‌المللی احیا شد و به جایزه بزرگ بلژیک ۱۹۴۷ داده شد. در سی سال بعد (جز ۱۹۵۳ و ۱۹۶۹ تا ۱۹۷۱) عنوان میان چند کشور توزیع شد. آخرین مسابقه‌ای که این عنوان را داشت، جایزه بزرگ بریتانیای ۱۹۷۷ بود. تنها مسابقه غیر فرمول یکی که پس از جنگ جهانی دوم عنوان جایزه بزرگ اروپا را به دست آورد، جایزه بزرگ بلژیک ۱۹۵۲ بود که بر اساس قوانین فرمول دو برگزار می‌شد.

## بخشی از مسابقات قهرمانی جهان

### برندز هچ
در سال ۱۹۸۳ قرار بود یکی از مراحل فرمول یک در فلاشینگ میدوز در نیویورک برگزار شود. سه ماه پیش از برگزاری، مسابقه لغو شد؛ ولی مجریان پیست برندز هچ توانستند به جای آن مسابقه‌ای با عنوان جایزه بزرگ اروپا در پیست خود برگزار کنند. موفقیت این رویداد که با نبرد پرهیجان بر سر قهرمانی جهان افزایش یافته بود، باعث شد برای سال بعد نیز در تقویم قرار گیرد.
در سال ۱۹۸۴ برندز هچ میزبان جایزه بزرگ بریتانیا بود که در سال‌های زوج در این پیست برگزار می‌شد؛ بنابراین جایزه بزرگ اروپای ۱۹۸۴ به پیست نوربورگ‌رینگ منتقل شد.
در سال ۱۹۸۵ مسابقه دوباره به برندز هچ بازگشت؛ ولی در سال ۱۹۸۶ جایزه بزرگ مجارستان جایگزین آن شد.

### دونینگتون پارک
در سال ۱۹۹۰ تاجر ثروتمند ژاپنی به نام تومونوری تسوروماکی پیست نیپون اتوپولیس را با هدف میزبانی مسابقه فرمول یک ساخت. در سال ۱۹۹۲ برنامه‌ریزی برای یک جایزه بزرگ آسیایی در سال ۱۹۹۳ به جای جایزه بزرگ مکزیک انجام شد؛ ولی این طرح شکست خورد. به جای آن، برنی اکلستون مسابقه‌ای در دونینگتون پارک را به تقویم فرمول یک اضافه کرد و به این ترتیب، جایزه بزرگ اروپا دوباره به فرمول یک بازگشت. این مسابقه تنها مسابقه فرمول یکی بود که در این پیست برگزار شد و با پیروزی آیرتون سنا به پایان رسید.

### خرز
در فصل بعد، مسابقه در خرز اسپانیا برگزار شد. خرز میزبان مرحله چهاردهم فصل ۱۹۹۴ و مرحله پایانی فصل ۱۹۹۷ بود. تصادف میان میشائیل شوماخر و ژاک ویلنوو که منجر به اخراج شوماخر از مسابقات شد، در این مسابقه رخ داد. همچنین میکا هاکینن نخستین پیروزی فرمول یک خود را به دست آورد.

### نوربورگ‌رینگ
در سال ۱۹۸۴ برندز هچ نتوانست میزبان جایزه بزرگ اروپا باشد، بنابراین این مسابقه به پیست اصلاح شده و کوتاه شده نوربورگ‌رینگ منتقل شد. این پیست، سایه‌ای از مسیر ۲۳ کیلومتری پیشین بود و در آغاز بازگشت به فرمول یک چندان محبوب نبود.
مسابقه در سال ۱۹۹۵ به نوربورگ‌رینگ که اکنون محبوبیت خود را میان رانندگان بازیافته بود، بازگشت. در سال ۱۹۹۷ نیز خرز میزبان مسابقه شد تا جایگزین جایزه بزرگ پرتغال شود. در سال ۱۹۹۹ دوباره مسابقه به نوربورگ‌رینگ بازگشت.
تا سال ۲۰۰۷ مسابقه در نوربورگ‌رینگ برگزار می‌شد. در ۲۹ اوت ۲۰۰۶ اعلام شد که مسابقه از تقویم فصل ۲۰۰۷ فرمول یک حذف شده‌است. از آن پس قرار شد هر سال تنها یک جایزه بزرگ در آلمان برگزار شود که میان هوکنهایمرینگ و نوربورگ‌رینگ جابجا می‌شد. البته تا مدتی نام مشخصی برای مسابقه انتخاب نشده بود و با این که قرار بود از سال ۲۰۰۷ با عنوان جایزه بزرگ آلمان برگزار شود، ولی مسابقه ۲۰۰۷ نوربورگ‌رینگ به دلیل نزاع بر سر مالکیت عنوان جایزه بزرگ آلمان به جایزه بزرگ اروپا تغییر نام داد.

### والنسیا
از سال ۲۰۰۸ تا ۲۰۱۲ جایزه بزرگ اروپا در والنسیا برگزار می‌شد. حین برگزاری مسابقه ۲۰۰۹ والنسیا قراردادی برای ۵ مسابقه دیگر امضا کرد و با این قرارداد تا سال ۲۰۱۴ در تقویم باقی می‌ماند. با این وجود، در مارس ۲۰۱۲ اعلام شد که جایزه بزرگ اروپا در سال ۲۰۱۳ ادامه نخواهد یافت و چنین برنامه‌ریزی شد که جایزه بزرگ اسپانیا میان والنسیا و بارسلونا جابجا شود. هرچند بارسلونا مسابقه را از سال ۲۰۱۳ برای خود نگه داشت و پیست والنسیا از تقویم فرمول یک حذف شد.

### باکو
در فصل ۲۰۱۶ جایزه بزرگ اروپا به تقویم فرمول یک بازگشت و در پیست شهری باکو برگزار شد. برای فصل ۲۰۱۷ نام آن به جایزه بزرگ آذربایجان تغییر کرد. به این ترتیب، جایزه بزرگ اروپا پس از یک دوره بازگشت، دوباره متوقف شد.

### ‌جستارهای وابسته
- جایزه بزرگ اروپا (۲۰۲۵)

## برندگان چندگانه
| پیروزی | راننده         | سال                                |
| ------ | -------------- | ---------------------------------- |
| ۶      | میشائیل شوماخر | ۱۹۹۴، ۱۹۹۵، ۲۰۰۰، ۲۰۰۱، ۲۰۰۴، ۲۰۰۶ |
| ۳      | فرناندو آلونسو | ۲۰۰۵، ۲۰۰۷، ۲۰۱۲                   |
| ۲      | روبنس باریکلو  | ۲۰۰۲، ۲۰۰۹                         |
| ۲      | سباستین فتل    | ۲۰۱۰، ۲۰۱۱                         |